# Тихвинское (Рыбинский район)
Ти́хвинское — село в Октябрьском сельском поселении Рыбинского района Ярославской области.
Село расположено на крутом обрыве на правом берегу Волги (высота села от уровня Волги — 35 м). Это самый верхний по Волге населённый пункт сельского поселения. На запад от Тихвинского, на некотором расстоянии от берега Волги стоит деревня Паршино, которая находится уже в Волжском сельском поселении. Ниже по течению, к востоку деревня Рютово.

## Тихвинское обнажение
Обрывистый берег Волги между сёлами Красное, Тихвинское и деревней Паршино является геологическим памятником федерального ранга с заказным режимом охраны. В нижней части берега обнажаются отложения паршинской подсвиты рыбинской свиты, которые соответствуют рыбинскому горизонту ветлужской серии или, согласно современной Общей стратиграфической шкале России, нижнему подъярусу оленёкского яруса триасовой системы. Паршинские отложения сложены пачкой серого цвета (примерно до 6 м суммарной мощности) песчано-алевро-глинистых пород с мелкими пиритовыми стяжениями и многочисленными конкрециями мергеля диаметром до 0,5 м, часто с органическими остатками. Обнажение известно многочисленными находками позвоночных и растений раннего триасового периода. В конкрециях встречены остатки (черепа и их фрагменты, отдельные кости, зубы) темноспондильных амфибий тоозухов (Thoosuchus jakovlevi), бентозухов (Benthosuchus korobkovi), Tupilakosaurus sp. и Wetlugasaurus angustifrons, а также раковины рачков конхострак. К маломощным линзовидным алевро-песчаным прослоям обычно приурочены остатки рыб: палеонисков, представителей отряда двоякодышащих цератодонтид, хрящевых ганоидов отряда заурихид, известны акулы и химеровые рыбы. В рыхлых породах встречаются остатки стволов и шишки плауновых Pleuromeia rossica, многочисленные раковины микроскопических ракообразных остракод. Часто встречаются копролиты. Были известны находки насекомых и мечехвостов Limulitella volgensis.
Над сероцветными породами залегает пестроцветная пачка общего красного тона (около 9 м вместе с переходной частью). Она относится к следующей черёмухинской подсвите рыбинской свиты. Черёмухинские отложения содержат значительно меньше ископаемых. Но в них найдены организмы, которые однозначно указывают на связь бассейна, где накопились горные породы будущего местонахождения Тихвинское, с морскими обстановками. Во время специальных экспедиций Музея Естественной Истории Свято-Алексиевской Пустыни (Ярославская область), проведенных в 2007—2012 гг. под руководством М. П. Арефьева (Геологический институт РАН) здесь были собраны фораминиферы, субмаринные остракоды, двустворчатые морские моллюски, мшанки, губка, разнообразные ходы беспозвоночных животных, найдены многочисленные свидетельства периодически возникавших течений. Хотя собранный комплекс животных морского происхождения оказался сравнительно богатым по своему разнообразию, остатки морских организмов в черёмухинской подсвите встречаются редко, они реликтовые, а их разнообразие постепенно уменьшается вверх по разрезу.
Характер отложений Тихвинского и других одновозрастных разрезов указывает на существование в начале оленёкского века на территории Верхнего Поволжья крупного морского залива, точнее, его прибрежной краевой части. Непосредственно в самом разрезе Тихвинское отражены два эпизода развития моря — паршинский и заключительный черемухинский. В паршинское время залив наиболее далеко продвинулся на восток (до западных районов современной Нижегородской области) и был максимально глубоким. Но его прибрежная область была сильно опреснена из-за речного стока. Будущий разрез Тихвинское находился в этот период в подводной части крупной дельты.
В черемухинское время произошло обмеление моря и продвижение на запад его береговой линии. Особенности морских ископаемых указывают на образование в этот период реликтового замкнутого озера. Отделившись от обмелевшего морского залива, озеро занимало территорию Верхнего Поволжья. После падения речного стока оно стало засоляться, что вызвало своеобразный биотический эффект озерной экосистемы. Засоление погубило организмы, населявшие пресноводные обстановки паршинского времени. Одновременно животные-мигранты, которые появились на данной территории при наступлении моря и населяли его наиболее соленые участки, при образовании озера пережили «ренессансный» расцвет. В черемухинское время они стали преобладать в озере, во всяком случае, в той его акватории, где сейчас находится местонахождение Тихвинское. Подобная биотическая ситуация напоминала обстановку, которая наблюдалась в Аральском море в первые десятилетия экологического кризиса. «Черемухинский ренессанс» характеризовался мелкими морскими животными. Общая продуктивность экосистемы озера, видимо, оставалась низкой, что указывает на весьма неблагоприятные условия обитания в черемухинское время.
Под триасовыми отложениями в районе, приуроченном к местонахождению Тихвинское, по данным бурения залегают отложения пермской и каменноугольной систем, но на поверхность они не выходят.

## Население
| 1859 | 2002 | 2007 | 2010 |
| ---- | ---- | ---- | ---- |
| 59   | ↘1   | →1   | ↘0   |

На 1 января 2007 года в селе числился 1 постоянный житель. Почтовое отделение, расположенное в посёлке Песочное, обслуживает в Тихвинском 17 домов.

## Достопримечательности
В селе находится ряд  памятников истории и культуры:
- Селище 1 г. — XVII в. Расположено в 1,3 км к юго-западу.
- Загородная усадьба Н. И. Тишинина (в руинах). 1760-е г.
- Парк загородной усадьбы Н. И. Тишинина. 1760-е г.
- Тихвинско-Никольская церковь (в руинах), 1760-е — 1784 г.